# ヤング・ジャスティス (アニメ)
ヤング・ジャスティス(Young Justice)は、DCコミックス社の同題のアメリカン・コミックスを原作とするアメリカのテレビアニメ、及び作品中に登場する架空のスーパーヒーローチームの名称。2019年にシーズン3となる続編の『Young Justice: Outsiders』が放映された。2021年にはシーズン4となる『Young Justice: Phantoms』が放送された。

## 概要
さまざまな特殊能力を持ったティーンエイジャーの若きヒーローたちの成長と活躍を描く。制作を担当するのは多くのヒーローアニメを手がけてきたアニメーター兼演出家のブランドン・ヴィエッティと、脚本家のグレッグ・ワイズマン。

## 登場人物

### ヒーロー

#### ヤング・ジャスティス
アクアラッド、ロビン、キッド・フラッシュ、スーパーボーイは第1話「インディペンデンス・デイ」から登場、ミス・マーシャンは第2話「チーム誕生」からチームに加入している（ただし、事件解決後）。アルテミス以降は、順次参加。

#### 創設メンバー
ナイトウィング / ロビン
声 - 小野塚貴志 / 英 - ジェシー・マッカートニー
本名：ディック・グレイソン
バットマンのサイドキック。13歳（第1シーズン）。初代ロビン。
優れた戦闘能力を持ち、棒術や格闘術に加え、ハイテクガジェツトを駆使して戦う。コンピュータのハッキングなどメカにも強い天才。第1シーズンでは、チームの中で最年少だが、実戦経験が最も豊富なメンバー。ゴッサム・アカデミーに通っている。
当初はリーダーを目指していたが、精神的に未熟でワンマンなために周囲の賛同が得られなかった。一方でアクアラッドが不在の時には、臨時リーダーを任されており、アクアラッドからは、ロビンがリーダーに相応しくなったときにリーダーの座を譲るといわれている。第2シーズンの5年後では、ナイトウィングを名乗って、チームのリーダーとなっており、精神的にも成長している。
原作コミック『ヤング・ジャスティス』に登場するロビンは、ディック（初代）ではなくティム・ドレイク（3代目）である（本作シーズン2に登場）。
アクアラッド
本名：カルダラーム / 愛称：カルダー
声 - 松田健一郎 / 英 - カリー・ペイトン
アトランティスの王であるアクアマンのサイドキックでチームのリーダー。アトランティス人（海底人）。16歳。
魔法と科学を合わせた戦闘技術を習得しており、水を自在に操れる。身体能力も地上人を上回るが、乾燥や高熱にだけは弱い。首筋にはエラ、指の股には水かきがある。冷静な知性や謙虚な人柄を持ち、チーム内では最も精神的に成熟している。第4話「降下地点」にて、的確な判断力・実行力を皆に認められ、チームのリーダーとなる。
第2シーズンでは、元恋人のトゥーラの死に加え、自分がブラックマンタの息子であるという出生の秘密を隠していたアクアマンに怒り、父であるブラックマンタのもとに身を寄せ、父と同じくブラックマンタを名乗っている。
キッド・フラッシュ
本名：ウォーリー・ウェスト
声 - 前野智昭 / 英 - ジェイソン・スピサック
フラッシュの甥で彼のサイドキックである。15歳（高校生）。ロビンとは気が合い、親友の間柄になる。
超高速で走ることができる能力を持つが、完全にコントロールはできていない。女の子の前で格好をつけたがる軟派なタイプだが、さほどモテていない。第2シーズンの5年後では、アルテミスと恋人同士となっており、彼女とともにヒーローを引退している。
ウォーリーはアニメ版『ジャスティス・リーグ』ではフラッシュとして登場している。
スーパーボーイ
本名：コナー・ケント
声 - 新垣樽助 / 英 - ノーラン・ノース
元はカドモスの「プロジェクトKr」（小文字のkrはクリプトンの意味）において生み出されたスーパーマンのクローン。生後16週目（肉体年齢は16歳）。
スーパーマンの能力を全ては使うことはできないが、スーパーマンと同等の並外れた怪力や頑丈さを誇る。コナーという名前は、第10話「ターゲット」で学校に通う（人間社会を学習する）ことになり、ミス・マーシャンから名付けられた。ケントという苗字はマーシャン・マンハンターから贈られたが、コナーとメーガンはケント・ネルソン（先代ドクター・フェイト）由来のものと思っている。
実はスーパーマンのDNAにレックス・ルーサーのDNAを混ぜて生み出されており、空を飛ぶことやヒートビジョンを使うことができなかったのは、人間の遺伝子が邪魔をしていたからであった。ルーサーから渡された「シールド」というシールを腕に張る（ニコチンパッチのように使用する）ことで地球人のDNAを抑え、クリプトン星人由来の力を使えるようになった。スーパーマンに対しては父親に対する感情のような物を抱いており、彼に認められたいと思っている。
第11話「アイスヴィランの計画」でベルレーヴ刑務所に潜入した時に、ミス・マーシャンと恋仲になる。第2シーズンでは、ミス・マーシャンと別れている。
ミス・マーシャン
本名メーガン・モールス　/ 火星名：メガン・モールズ /  愛称：メーガン
声 - 北原知奈 / 英 -ダニカ・マッケラー
マーシャン・マンハンターの姪であり、彼のサイドキックである火星人の少女。48歳（地球年齢では16歳）。
変身能力や空を飛ぶことができることに加え、テレパシーやテレキネシスなどの超能力を持つ。地球人と火に弱い。口癖は「そうだわ、メーガン！」であるが、第21話「メーガンの秘密」で由来が判明。『そうだわメーガン！』という、過去のコメディドラマに出てくる女子高校生の主人公「メーガン」の口癖がオリジナルであり、彼女とドラマに心酔するメガン・モールズは、地球での姿を彼女そっくりにしていた。
緑色火星人のふりをしているが、実際は白色火星人であり、本体は、より一層人間ばなれした姿をしている。第11話「アイスヴィランの計画」でベルレーヴ刑務所に潜入した時に、スーパーボーイと恋仲になる。第2シーズンでは、スーパーボーイと別れ、ラグンボーイと恋人同士になっている。

#### 追加メンバー
アルテミス
本名：アルテミス・リアン・クロック
声 - 中嶋ヒロ / 英 -ステファニー・ルムラン
グリーンアローの新たなサイドキックとなった少女。15歳。ロビンと同じくスーパーパワーは持たないが、卓越した格闘術と弓術を持っている。第6話「新たなチームメイト」でグリーンアローの姪として紹介され、チームに加わる。
本人は乗り気でなかったが、母の願いでゴッサム・アカデミーに通うことになる（バットマンの計らいである）。その後、グリーンアローの姪ではないことが判明。実はヴィランであるスポーツマスターの娘であり、リーグ・オブ・シャドウズのチェシャの妹である。第2シーズンの5年後では、キッド・フラッシュと恋人同士となっており、彼とともにヒーローを引退している。
第2シーズン第33話「深層」では、通信衛星打ち上げの護衛任務でアクアラッドに刺され、死亡。しかしこれは殺したふりで、ナイトウイング、アクアラッド、キッド・フラッシュの四人だけで計画した、ライトのことを探る偽装潜入作戦であった。
ザターナ
本名：ザターナ・ザターラ
声 - 上田麗奈 / 英 - レイシー・シャベール
ジャスティス・リーグのメンバーであるザターラの娘。父親と同じく魔法を使える。父親のザターラがドクター・フェイトとなった後、正式にチームに加わった。
ロケット
本名：ラクエル・アービン
声 - / 英 - キティ、デニス・ブッテ
アイコンの相棒の少女。第25話「スパイの正体」でアイコンがリーグの正式メンバーとなった後、ヤングチームに加わる。
アクアガール
本名：トゥーラ
声 - / 英 - クリー・サマー
アトランティスの魔法学院に通っているアトランティス人の少女。アクアラッドの元恋人で、現在はガースの恋人。第1シーズンと第2シーズンの間の5年間、チームのメンバーであったが、任務で死亡。
バットガール
本名：バーバラ・ゴードン
声 - 山川琴美 / 英 - アリソン・ストーナー
「謎の襲撃者」から登場。ディック・グレイソン（ロビン）のゴッサムアカデミーでの同級生。第2シーズンからバットガールとしてチームのメンバーとなっている。
ビーストボーイ
本名：ガーフィールド・ローガン
声 - 宮田幸季 / 英 - ローガン・グローブ
ビアリアとクラックの国境に元女優の母親マリーと住む少年。ビアリアの独裁者クイーンビーのジェット機による攻撃で負傷し、輸血が必要になり、メーガンが自分を変化させてガーフィールドと同じ血液型になり、彼女の輸血により一命を取り留めるが、眼の色が青から緑に変化した。第2シーズンでは、肌は緑色となり、変身能力も得てビーストボーイとしてチームのメンバーとなっている。
ブルービートル
本名：ハイメ・レイエス
声：祐仙勇 / 英 - エリック・ロペス
第2シーズから登場したチームのメンバーでブルービートル。現在は故人である先代ブルービートルであるテッド・コードが開発した人工知能スカラベを搭載した戦闘アーマーを身に着けている。彼はたまにスカラベと会話しているため、周囲からは独り言を言っていると勘違いされる。
バンブルビー
本名：カレン・ビーチャー
声 - 原島梢 / 英 - マササ・モヨ
スーパーボーイとメーガンと同じ高校の同級生として登場。マルの恋人。第2シーズンからバンブルビーとしてチームのメンバーとなっている。
マル・ダンカン
声 - / 英 - ケビン・マイケル・リチャードソン
スーパーボーイとメーガンの同じ高校の同級生として登場。カレンの恋人。第2シーズンからチームのメンバーとなっている。
ラグーンボーイ
本名：ラガーン
声 - 烏丸祐一 / 英 - ユーリ・ローエンタール
第2シーズから登場したチームのメンバーであるアトランティス人。アトランティスの魔法学院出身。スーパーボーイと別れたメーガンと恋人になっている。
ロビン
本名：ティム・ドレイク
声 - 斉藤壮馬 / 英 - キャメロン・ボーウェン
第2シーズンから登場したチームのメンバーで三代目ロビン。現在は故人である二代目ロビンのジェイソン・トッドの死後、三代目ロビンとなった。
ワンダーガール
本名：キャシー・サンズマーク
声 - 高橋李依 / 英 - メイ・ホイットマン
第2シーズから登場したチームのメンバー。ワンダーウーマンのサイドキック。
インパルス
本名：バート・アレン
声 - 鈴木晴久 / 英 - ジェイソン・マースデン
第2シーズから登場した、未来から来たフラッシュの孫。
テンペスト
本名：ガース
声 - / 英 - ユーリ・ローエンタール
アトランティスの魔術学校に通うアトランティス人。カルダーがアクアラッドを名乗る前にオーシャンマスターとの戦いで彼とともにアクアマンを支援した。第1シーズンと第2シーズンの間の5年間にチームのメンバーとなるが、チームを去った。

#### ジャスティス・リーグ
バットマン
本名：ブルース・ウェイン
声 - 加瀬康之 / 英 - ブルース・グリーンウッド
リーグの創設メンバーでリーダー。ヤングチームに任務を与える役は、主に彼が務めている。第1シーズン終盤でライトが開発したスタロテックに感染し、ヴァンダルサベージに操られ、16時間行方不明となった6人のメンバーの一人。基本的には、スーパーマンがリーグのリーダーを務めている作品が多いが、本作では彼がメンバー選出のリーダーである。
スーパーマン
本名：クラーク・ケント、クリプトン名：カル゠エル
声 - 花田光 / 英 - ノーラン・ノース
リーグの創設メンバーであるクリプトン人。クローンであるスーパーボーイに対しては、複雑な感情を抱いており、なかなか彼を認めることができない。第1シーズン終盤でライトが開発したスタロテックに感染し、ヴァンダルサベージに操られ、16時間行方不明となった6人のメンバーの一人。第2シーズンでは、スーパーボーイを認め、自分の弟のような存在として彼とは良好な関係を築いている。
アクアマン
本名：オリン
声 - 杉村憲司 / 英 - フィル・ラマール
リーグの創設メンバーで水陸両棲の海底人の国家アトランティスの王。アクアラッドの師匠。
フラッシュ
本名：バリー・アレン
声 - / 英 - ケビン・マイケル・リチャードソン、ジェームズ・アーノルド・テイラー
リーグの創設メンバー。超高速で行動できるスピードスター。キッド・フラッシュの伯父でインパルスの祖父。
グリーンランタン / ハル・ジョーダン
声 - / 英 - ディー・ブラッドリー・ベイカー
リーグの創設メンバーでグリーンランタン隊の一人。
マーシャン・マンハンター
本名：ジョン・ジョンズ / 地球名：ジョン・ジョーンズ
声 - 新田英人 / 英 - ブルース・グリーンウッド
リーグの創設メンバーである火星人。変身能力や透明化能力を持つ。メーガンの伯父。第1シーズン終盤でライトが開発したスタロテックに感染し、ヴァンダルサベージに操られ、16時間行方不明となった6人のメンバーの一人。
ワンダーウーマン
本名：ダイアナ・プリンス
声 - 矢野亜沙美 / 英 - マギー・Q
リーグの創設メンバーであるアマゾンの王女。怪力や飛行能力を有するスーパーヒロイン。
グリーンアロー
本名：オリバー・クイーン
声 - 山野井仁 / 英 - アラン・テュディック
リーグのメンバー。弓矢の達人。スピーディ（レッドアロー）の師匠であり、アルテミスの師匠。
ブラックカナリー
本名：ダイナ・ランス
声 - 森千晃 / 英 - ヴァネッサ・マーシャル
ヤングチームの訓練教官となったリーグのメンバーであるスーパーヒロイン。格闘技と、口から発する「キャナリー・クライ」が武器。
キャプテン・マーベル
本名：ビリー・バットソン
声 - 田尻浩章 / 英 - チャド・ロウ、ロブ・ロウ、ロバート・オチョア（ビリー）
リーグのメンバー。本当の姿は10歳の少年。呪文を唱えると、スーパーパワーを持った大人のヒーローに変身する。行方不明となったレッドトルネードに代わり、「マウント・ジャスティス」の管理人としてサポートを務めた。
レッドトルネード
本名：ジョン・スミス
声 - 岡井カツノリ / 英 - ジェフ・ベネット
リーグのメンバー。ヤング・ジャスティスの基地「マウント・ジャスティス」の管理人として、サポートを務める。風を操る能力を持つ。
実は悪の科学者であるT.O.モローによってリーグに潜入するために作られたアンドロイドであるが、「人間の心」ではレッドボルケーノを裏切り、ヤング・ジャスティスと協力し、彼を倒して火山噴火を阻止した。その後はリーグに復帰した。
ドクター・フェイト / ザターラ
声 - 小林親弘 / 英 - ノーラン・ノース
リーグのメンバー。ザターナの父親。
「仕組まれたカオス」で、ザターナがクラリオンを倒すためドクター・フェイトになったが、彼女の身代わりとしてザターラがフェイトとなった。
グリーンランタン / ジョン・スチュワート
声 - / 英 - ケビンマイケル・リチャードソン
リーグのメンバーでグリーンランタン隊の一人。
第1シーズン終盤でライトが開発したスタロテックに感染し、ヴァンダルサベージに操られ、16時間行方不明となった6人のメンバーの一人。
アトム
本名：レイ・パーマー
声 - こばたけまさふみ / 英 - ジェイソン・マースデン
第25話「スパイの正体」から加入したリーグのメンバー。体を小さくすることができる能力を持つヒーロー。
アイコン
声 - / 英 - トニー・トッド
第25話「スパイの正体」から加入したリーグのメンバー。相棒のロケットは、ヤングチームのメンバーとなった。
プラスチックマン
第25話 「スパイの正体」から加入したリーグのメンバー。ゴムのような弾力性を持つヒーロー。
ホークマン
リーグのメンバー。ホークウーマンの夫。
ホークウーマン
リーグのメンバー。ホークマンの妻。
レッドアロー / スピーディー / ロイ・ハーパー
声 - 私市淳 / 英 - クリスピン・フリーマン
グリーンアローの養子で、彼の元サイドキック。第1シーズン第1話「インディペンデンス・デイ」では、自分を一人前として扱わない彼に反発し、「レッドアロー」と名乗り、彼のもとを離れた。 ロビンたちにチームに入るように誘われるが、拒否して独自で活動を始めた。
その後リーグの正式メンバーとなるが、実はヴァンダル・サベージがリーグにスパイとして送り込むため、スピーディ（ロイ・ハーパー）を攫い、カドモスで作られたクローンである。
第2シーズン第4話「サルベージ」では、チェシャと結婚し、無意識の内に彼女との間に娘を儲けていたことが判明した。
カタナ
シーズン3（アウトサイダーズ）に登場するスーパーヒロイン。

#### その他のヒーロー
ガーディアン / ジム・ハーパー
声 - / 英 - クリスピン・フリーマン
ジーノモーフによる洗脳により、カドモスで警備責任者として働かせられていたヒーロー。ライトにより、デスモンズ博士に代わり、カドモスの新しい所長となる。素顔はロイ・ハーパーに似ているが、彼の言によるとロイのオジであるため。
ドクター・フェイト / ケント・ネルソン
声 - / 英 - エドワード・アズナー
先代のドクター・フェイトでジャスティス・ソサエティ・オブ・アメリカ（JSA）のメンバーであった元ヒーロー。
引退後は運命の塔でヘルメットを管理していたが、それを狙ったクラリオンと戦いで命を落とし、彼の精神は運命のヘルメットに宿ることとなった。第1シーズン第19話「仕組まれたカオス」ではヘルメットに宿る秩序の主ナブーにより、ヘルメットから解放されたことが判明した。
アーセナル / スピーディー
本名：ロイ・ハーパー
声 - / 英 - クリスピン・フリーマン
レッドアローとチェシャによってチベットで救出された本物のロイ・ハーパー。救出後、スターシティの国立記念病院に入院する。

### ヴィラン（敵）

#### ライト
ラーズ・アル・グール
声 - / 英 - オデッド・フェール
ライトのメンバーでリーグ・オブ・シャドウズのリーダー。
ブレイン
声 - / 英 - ノーラン・ノース
ライトのメンバー。
ムッシュ・マーラー
声 - / 英 - ディー・ブラッドリー・ベイカー
ブレインの部下である高い知能を持つゴリラ。
魔法少年クラリオン
声 - 陶山章央 / 英 - トム・アドコックス=ヘルナンデス
ライトのメンバー。
レックス・ルーサー
声 - / 英 - マーク・ロルストン
レックス・コープのCEO。「ターゲット」では南北に分かれて対立するアジアの国リレージアの和平会談での調停役を務めていた。
プロジェクトKrの新理事長となっているが、実はカドモスの設立者でスーパーマンのクローンを作らせた張本人。
ヴァンダル・サベージ
声 - 藤原貴弘 / 英 - ミゲル・フェラー
「走れ！キッド」ではヴァーディゴ伯爵に協力し、時間稼ぎのため、キッド・フラッシュを足止めした。
オーシャンマスター
声 - / 英 - ロジャー・クレイグ・スミス
クイーン・ビー
声 - 大原桃子 / 英 -  マリーナ・サーティス

#### インジャスティス・リーグ
ジョーカー
声 中井和哉- / 英 - ブレント・スパイナー
バットマンの宿敵。
ヴォータン
声 - / 英 - ブルース・グリーンウッド
アトミックスカル
声 - / 英
ヴァーティゴ伯爵
声 - 小柳良寛 / 英 - スティーヴン・ブルーム
ジョーカーらとともにインジャスティスリーグを結成するが、リーグとヤング・ジャスティスに敗れベルレーブ刑務所に送られる。
「走れ！キッド」ではブラタボー家の人間であるため外交特権により、釈放され母国ブラタバの国王になるため、姪のペルティーダ女王の心臓移植を妨害しようとしたが、キッド・フラッシュに阻止される。再びベルレーブ刑務所に収監されることとなった。
ウルトラ・ヒューマナイト
声 - / 英 - ディー・ブラッドリー・ベイカー
白いゴリラ。
ブラックアダム
声 - / 英
ポイズン・アイビー
声 - 氷青 / 英 - アリッサ・ミラノ
植物を操る能力を持つ。

#### リーグ・オブ・シャドウズ
ライトのメンバー、ラーズ・アル・グールが率いる暗殺者の組織。
センセイ
声 - / 英 - キーオン・ヤング
リーグ・オブ・シャドウズの上位メンバー。
チェシャ / ジェイド・グエン
声 - / 英 - ケリー・ヒュー
リーグ・オブ・シャドウズのメンバー。「ターゲット」ではレックス・ルーサー暗殺を謀るが失敗。「謎の襲撃者」ではアルテミスの回想で実は彼女の姉であることが明らかになった。
ブラック・スパイダー / エリック・ニーダム
声 - / 英 - ジョシュ・キートン
リーグ・オブ・シャドウズのメンバー。蜘蛛の力を持った暗殺者

#### リーチ
シーズン2に登場。表向きは友好的に人類に接しているが、裏では人類を奴隷としようと目論む。
ブラックビートル
声 - / 英 - ケビン・グレブー
グリーンビートル
声 - / 英 - フィル・ラマール

#### カルト・オブ・コブラ
コブラ
声 - / 英 - アーノルド・ヴォスルー
カルト教団のリーダー。「降下地点」に登場。ベインからサンタ・プリスカ島を奪うが、ヤング・ジャスティスに敗れ、ベルレーヴ刑務所に送られる
シマー / セリンダ
コブラの右腕。マンモスの双子の姉。「降下地点」に登場。コブラが敗れた後、ベルレーヴ刑務所に送られる。
マンモス / バラン
コブラの教団のメンバー。シマーの双子の弟。「降下地点」に登場。コブラが敗れた後、ベルレーヴ刑務所に送られる。

#### その他のヴィラン
マーク・デズモンド
声 - / 英 - ルネ・オーベルジョノワ
カドモス遺伝子研究所の所長であるマッド・サイエンティスト。
ブリック/ダニエル・ブリクエル
声 - / 英 - カリー・ペイトン
スターシティーを拠点としてる犯罪者
ベイン
声 - / 英 - ダニー・トレホ
カリブ海のサンタ・プリスカ島の支配者。「降下地点」に登場。マンモスに敗れてコブラの教団に島を明け渡すが、一時休戦でヤング・ジャスティスに協力して島を取り戻した。
スポーツマスター
声 - 大隈健太 / 英 - カリー・ペイトン
アルテミスとチェシャの父親。
プロフェッサー・アイボ
声 - / 英 - ピーター・マクニコル
能力コピーアンドロイド「アマゾ」を作ったマッドサイエンティスト。
アメイゾ
声 - / 英 - ピーター・マクニコル
プロフェッサー・アイボによって作られたアンドロイド。ジャスティスリーグの能力をコピーすることができる。
アブラカタブラ
声 - / 英 - ジェフ・ベネット
「信じる心」に登場。運命のヘルメットを手に入れようとするクラリオンに協力してケント・ネルソンを誘拐するが、ヤング・ジャスティスに敗れる。
ブラックマンタ
声 - / 英 - カリー・ペイトン
アクアマンの敵。「陸と海」ではアクアマンの留守を狙い、謎の巨大ヒトデを奪うためにアトランティスの王宮を襲撃する。
サイモン
声 - / 英 - アラン・テュディック
「奪われた記憶」に登場。テレパシー能力を持つ。ヤング・ジャスティスのメンバーの記憶を奪うが、ミス・マーシャンとスーパーボーイの連携に敗れる。
「メーガンの秘密」ではビアリアの独裁者クイーンビーの指示で、クラックの大統領を操り、ビアリアとの統合を図るが、ミス・マーシャンに敗れる。
アイスクルシニア
声 - / 英 - ジェームズ・レマー
冷凍能力を持つアイスヴィラン。アイスクルJr.の父親。「アイスヴィランの計画」でキャプテン・コールドと協力し、脱獄を計るが失敗。
アイスクルJr.
声 - / 英 - ユーリ・ローエンタール
冷凍能力を持つアイスヴィラン。アイスクルシニアの息子。グリーンアローとスピーディに敗れ、ベルレーヴ刑務所に送られる。
ミスター・フリーズ
本名：ビクター・フライス
声 - / 英 - キース・ザラバッカ
冷凍銃を武器とするアイスヴィラン。暖かい場所でも生存するため、ヘルメットと極低温スーツを身に着けている。ゴッサムシティを襲撃するが、バットマンとロビンに敗れ、ベルレーヴ刑務所に送られる。「アイスヴィランの計画」ではアイスクルシニアらの脱獄計画に加わるが、スーパーボーイにヘルメットを破壊され、失敗に終わる。
キャプテン・コールド
本名：レナード・スナート
声 - / 英 - アラン・テュディック
冷凍銃を武器とするアイスヴィラン。セントラルシティの宝石店を襲うが、フラッシュとキッドフラッシュに敗れ、ベルレーヴ刑務所に送られる。
ロボ
声 - / 英
キラーフロスト / クリスタル・フロスト
声 - / 英 - サラ・シャヒ
氷を操る能力を持つアイスヴィラン。アクアマンとアクアラッドに敗れ、ベルレーヴ刑務所に送られる。
テロツインズ
声 - / 英 - ユーリ・ローウェンタール（トミー）、ダニカ・マッケ（タペンス）
双子兄妹のヴィランのトミーとタペンス。「アイスヴィランの計画」でスーパーボーイとミス・マーシャンは任務で彼らになりすまし、ベルレーヴ刑務所に潜入した。
ヒューゴ・ストレンジ
声 - / 英 - エイドリアン・パスダー
ベルレーヴ刑務所の精神科医。アイシクルシニアたちの脱獄計画失敗後、ベルレーヴ刑務所の新しい所長となる。
T.O.モロー
声 - / 英 - ジェフ・ベネット
レッドトルネードの生みの親である悪の科学者。ジャスティス・リーグに潜入させるためレッドトルネードら三体のアンドロイドを作った。新たに作成したレッドボルケーノによって破壊されたことで、アンドロイドであったことが判明する。本当の彼は年老いており、昏睡状態にある。
ミスター・ツイスター
声 - / 英 - ジョン・デ・ランシー
レッドトルネードと同じく風を操る能力を持つロボット。「ハッピー・ハーバーへようこそ」ではロビンたちはレッドトルネードと勘違いした。T.O.モローが作り、彼の助手であるブルームウェル・スティックが操作していた。
レッドトペード
声 - / 英 - ジェフ・ベネット
レッドトルネードと同じくジャスティス・リーグにヒーロとして潜入させるためT.O.モローに作られたアンドロイド。水を操る能力を持つ。自分のことを人間と思い込むようプログラムしたが、不完全であったため失敗作とされた。
レッドインフェルノ
声 - / 英 - ヴァネッサ・マーシャル
レッドトルネードと同じくジャスティス・リーグにヒーロとして潜入させるためT.O.モローに作られたアンドロイド。火を操る能力を持つ。元の名をファイアー・ブラントという。ヒーローとして完璧でありすぎたため、失敗作とされた。
レッドボルケーノ
声 - / 英 - ジェフ・ベネット
T.O.モローが作成した他の三体とは違い、初めからヒーロたちを破壊するため作られたアンドロイド。火山を操る能力を持つ。レッドトルネードら三体に加え、T.O.モローの記憶を持つ。
ハーム / ビリー・ヘイズ
声 - 山本祥太 / ベン・ディスキン
純粋な心の持ち主でなければ扱えないベオウルフの剣を保持するため、最愛の妹グレタを殺害し、純粋な悪となった。
アルテミスとザターラを襲うが、グレタの亡霊が現れ、罪悪感が呼び起されたため剣に拒絶され、彼女たちに倒された。
パラサイト
声 - / 英 - アダム・ボールドウィン
相手の能力を奪うことができるヴィラン。
デスペロ
声 - / 英
モングル
声 - / 英
デスストローク
声 - / 英

### その他の人物
マッチ
英 - ノーラン・ノース
「もう一人のクローン」に登場。スーパーマンのクローン。スーパーボーイよりも先に作られたクローンで彼の兄とも呼べる存在。
スーパーボーイとは違い、スーパーマンと同じ能力を全て使えるクリプトン人のDNAのみで構成された完全なクローンで、クリプトン人のDNAに空白部分があり、制御できない程に攻撃的であったため失敗作としてポットで冷凍されていた。
ジェームズ・ゴードン
英 - コーリー・バートン
ゴッサムシティの警察本部長。バットガールことバーバラの父。
アダム・ストレンジ
英 - マイケル・トルッコ
テレポーテーションに使用しているゼータビーム技術のメンテナンス責任者であるS.T.A.R.ラボの科学者。
サーダス
英 - W・モーガン・シェパード
惑星ランのゼータビーム技術の科学者。
アランナ
英 - ジャクリーン・オブラドース
惑星ランの科学者サーダスの娘。アダムに好意を抱いている。
ゴードン・ゴッドフリー
英 - ティム・カリー
反異星人の思想を掲げるGBSのコメンテーター。
キャサリン・コバート
英 - ステファニー・レメリン

## スタッフ

### メインスタッフ
- 制作プロデューサー - ブランドン・ヴィエッティ、グレッグ・ワイズマン
- リード・キャラクターデザイン - フィル・ボーラッサ
- アニメーション・タイミングディレクター - ジェームズ・ティム・ウォーカー
- エフェクトアニメーション - マシュー・ジラルディ
- 色彩設計 - ジェームズ・ピーターズ
- 編集 - ジョアンナ・レイエス
- キャスティング / 音声監督 - ジェイミー・トマソン
- 音楽 - クリストファー・カーター、マイケル・マッキション、ロリータ・リトマニス
- ラインプロデューサー - デビッド・ウィルコックス
- エグゼクティブ・プロデューサー - サム・レジスター
- アニメーション制作 - ワーナー・ブラザース・アニメーション
- アニメーション協力 - ロット・アニメーション、ムア・アニメーション
- 製作 - ワーナー・ブラザース・アニメーション、DCエンタティメント

### 日本語版スタッフ
- 演出 - 高寺たけし
- 翻訳 - 横井和子、鈴木紫穂
- 調整 - 根本結花
- 制作 - 尾澤美牧
- 日本語版制作 - カートゥーン ネットワーク、ハーフエイチ・ピースタジオ

## 放映リスト
シーズン1（米：2011年 - 2012年、日：2013年 - 2014年）
| 話数 | エピソードタイトル           | 原題                    | 脚本                        | ディレクター                            | 放送日 | 放送日 |
| ---- | ---------------------------- | ----------------------- | --------------------------- | --------------------------------------- | ------ | ------ |
| 1    | インディペンデンス・デイ     | Independence Day        | グレッグ・ワイズマン        | ジェイ・オリヴァ                        | 2010年 | 2013年 |
| 2    | チーム誕生                   | Fireworks               | グレッグ・ワイズマン        | サム・リュー                            |        |        |
| 3    | ハッピー・ハーバーへようこそ | Welcome to Happy Harbor | ケヴィン・ホップス          | ジェイ・オリヴァ                        |        |        |
| 4    | 降下地点                     | Drop-Zone               | アンドリュー・R・ロビンソン | クリストファー・バークレー              |        |        |
| 5    | 学習能力                     | Schooled                | ニコール・ダバック          | マイケル・チャン                        |        |        |
| 6    | 新たなチームメイト           | Infiltrator             | ジョン・ワイズマン          | ジェイ・オリヴァ                        |        |        |
| 7    | 信じる心                     | Denial                  | トーマス・パグスリー        | マイケル・チャン                        |        |        |
| 8    | 陸と海                       | Downtime                | ケヴィン・ホップス          | ジェイ・オリヴァ                        |        |        |
| 9    | 奪われた記憶                 | Bereft                  | ニコール・ダバック          | マイケル・チャン                        |        |        |
| 10   | ターゲット                   | Targets                 | アンドリュー・R・ロビンソン | クリストファー・バークレー              |        |        |
| 11   | アイスヴィランの計画         | Terrors                 | グレッグ・ワイズマン        | ジェイ・オリヴァ                        |        |        |
| 12   | 謎の襲撃者                   | Homefront               | ジョン・ワイズマン          | マイケル・チャン                        |        |        |
| 13   | リーダーの素質               | Alpha Male              | トーマス・パグスリー        | ジェイ・オリヴァ                        |        |        |
| 14   | 現れた真の敵                 | Revelation              | ケヴィン・ホップス          | マイケル・チャン                        |        |        |
| 15   | 人間の心                     | Humanity                | グレッグ・ワイズマン        | マット・ヤングバーグ                    |        |        |
| 16   | 最後の希望                   | Failsafe                | ニコール・ダバック          | ジェイ・オリヴァ                        |        |        |
| 17   | フォーエバー・ピープル       | Disordered              | アンドリュー・R・ロビンソン | マイケル・チャン                        |        |        |
| 18   | シークレット                 | Secrets                 | ピーター・デイビッド        | ジェイ・オリヴァ                        |        |        |
| 19   | 仕組まれたカオス             | Misplaced               | グレッグ・ワイズマン        | マイケル・チャン                        |        |        |
| 20   | 走れ！キッド                 | Coldhearted             | ジョン・ワイズマン          | ヴィクター・クック                      |        |        |
| 21   | メーガンの秘密               | Image                   | ニコール・ダバック          | ジェイ・オリヴァ                        |        |        |
| 22   | もう一人のクローン           | Agendas                 | ケヴィン・ホップス          | マイケル・チャン                        |        |        |
| 23   | 2人の弓使い                  | Insecurity              | ピーター・デイビッド        | ジェイ・オリヴァ                        |        |        |
| 24   | サーカス潜入捜査             | Performance             | ジョン・ワイズマン          | マイケル・チャン                        |        |        |
| 25   | スパイの正体                 | Usual Suspects          | ケヴィン・ホップス          | ジェイ・オリヴァ ティム・ダイヴァー     |        |        |
| 26   | ライトの真実                 | Auld Acquaintance       | グレッグ・ワイズマン        | マイケル・チャン ローレン・モンゴメリー |        |        |

シーズン2（米：2012年 - 2013年、日：2014年 - 2015年）
| No. | タイトル                         | 原題            | 脚本                                  | ディレクター       |
| --- | -------------------------------- | --------------- | ------------------------------------- | ------------------ |
| 27  | 5年後…                           | Happy New Year  | グレッグ・ワイズマン                  | ティム・ダイヴァー |
| 28  | 地球人                           | Earthlings      | ニコール・ダバック                    | ダグ・マーフィー   |
| 29  | 孤立                             | Alienated       | ケヴィン・ホップス                    | メル・ツワイヤー   |
| 30  | 救済                             | Salvage         | グレッグ・ワイズマン                  | ティム・ダイヴァー |
| 31  | 行方不明                         | Beneath         | ブランドン・ヴィエッティ              | ダグ・マーフィー   |
| 32  | 未来からの旅人                   | Bloodlines      | ピーター・デイビッド                  | メル・ツワイヤー   |
| 33  | 深層                             | Depths          | ケヴィン・ホップス ポール・ジアコッポ | ティム・ダイヴァー |
| 34  | 賠償                             | Satisfaction    | グレッグ・ワイズマン                  | ダグ・マーフィー   |
| 35  | さらなる闇へ                     | Darkest         | ジョン・ワイズマン                    | メル・ツワイヤー   |
| 36  | 夜明け前                         | Before the Dawn | ケヴィン・ホップス                    | ティム・ダイヴァー |
| 37  | ホール・オブ・ジャスティスの戦い | Cornered        | ニコール・ダバック                    | ダグ・マーフィー   |
| 38  | レックス・コープ・ファーム       | True Colors     | ポール・ジアコッポ                    | メル・ツワイヤー   |
| 39  | 救いの手                         | The Fix         | グレッグ・ワイズマン                  | ティム・ダイヴァー |
| 40  | 4人の逃亡者                      | Runaways        | ケヴィン・ホップス                    | ダグ・マーフィー   |
| 41  | ウォーワールド                   | War             | ジョン・ワイズマン                    | メル・ツワイヤー   |
| 42  | 取り戻した心                     | Complications   | ケヴィン・ホップス                    | ティム・ダイヴァー |
| 43  | 救出                             | The Hunt        | ブランドン・ヴィエッティ              | ダグ・マーフィー   |
| 44  | スカラベの真実                   | Intervention    | ピーター・デイビッド                  | メル・ツワイヤー   |
| 45  | 暴露                             | Summit          | グレッグ・ワイズマン                  | ティム・ダイヴァー |
| 46  | 最後のゲーム                     | Endgame         | ケヴィン・ホップス                    | ダグ・マーフィー   |

シーズン3（米：2019年）
シーズン4（米：2021年 - 2022年）

## ゲーム
Young Justice Legacy
アニメをベースとした2013年9月10日発売のゲーム。ジャンルはアクションRPG。PS3/Xbox 360/Wii/DSでのマルチプラットフォーム。日本では未発売。

## 受賞歴
- 2011年エミー賞。
- 2013年デイタイム・エミー賞